# Tiroteo en la Escuela Primaria Cleveland
El tiroteo en la Escuela Primaria Cleveland (también conocido como el tiroteo en el patio de la escuela de Stockton y la masacre de la escuela Cleveland) ocurrió el 17 de enero de 1989 en la Escuela Primaria Cleveland en Stockton, California, Estados Unidos, cuando Patrick Purdy, de 24 años, que tenía un extenso historial criminal, disparó y mató a cinco estudiantes e hirió a otros 32. Cuando los socorristas llegaron al lugar, Purdy se suicidó disparándose en la cabeza. Sus víctimas eran predominantemente refugiados del sudeste asiático.
El ataque fue el tiroteo en una escuela no universitaria de EE. UU. con el mayor número de muertes y heridos hasta la masacre de Columbine High School, y de todos los tiroteos en escuelas de EE. UU. en la década de 1980, tuvo el mayor número de víctimas.

## Tiroteo
El martes por la mañana, 17 de enero de 1989, una persona anónima llamó al Departamento de Policía de Stockton con respecto a una amenaza de muerte contra la Escuela Primaria Cleveland en Stockton, California. Al mediodía de ese día, Patrick Purdy, un vagabundo perturbado y ex residente de Stockton, comenzó su ataque incendiando su camioneta Chevrolet cargada de fuegos artificiales con un cóctel molotov después de estacionarla detrás de la escuela, lo que luego provocó que el vehículo explotara. Purdy fue al patio de la escuela, donde comenzó a disparar con un fusil semiautomático desde detrás de un edificio portátil. Purdy disparó 106 rondas en tres minutos, matando a cinco niños e hiriendo a otros treinta, incluido un maestro.
Todos los que murieron y muchos de los heridos eran inmigrantes camboyanos y vietnamitas, que habían venido con sus familias a Estados Unidos como refugiados. Purdy se suicidó disparándose en la cabeza con una pistola. Había tallado las palabras "libertad", "victoria", "Hombre de la Tierra" y "Hezbolá" en su rifle, y su chaleco antibalas estaba inscrito con "PLO", "Libia" y "Muerte al Gran Satén" [sic].

## Perpetrador
Patrick Edward Purdy (10 de noviembre de 1964 - 17 de enero de 1989) fue un ex soldador y vagabundo desempleado. Nació en Tacoma, Washington, hijo de Patrick Benjamin Purdy y Kathleen Purdy (de soltera Toscano). Su padre era soldado en el ejército de los EE. UU. y estaba estacionado en Fort Lewis cuando nació su hijo. Cuando el joven Purdy tenía dos años, su madre solicitó el divorcio de su esposo después de que él la amenazara con matarla con un arma de fuego. Toscano más tarde se mudó con su hijo a South Lake Tahoe antes de establecerse en Stockton, California. Purdy asistió a la Escuela Primaria Cleveland desde jardín de infantes hasta segundo grado.
La madre de Purdy se volvió a casar en septiembre de 1969; se divorció de su marido cuatro años después. Albert Gulart Sr., el padrastro de Purdy, dijo que Purdy era un niño demasiado callado que lloraba con frecuencia. En el otoño de 1973, Kathleen se separó de Gulart y se mudó con sus hijos de Stockton al área de Sacramento. En diciembre de ese año, los Servicios de Protección Infantil de Sacramento fueron llamados dos veces a su residencia, alegando que Kathleen estaba abusando físicamente de sus hijos. Cuando Purdy tenía trece años, golpeó a su madre en la cara y se le prohibió permanentemente la entrada a su casa. Vivió en las calles de San Francisco durante un tiempo antes de ser colocado en un hogar de acogida por las autoridades. Más tarde fue puesto bajo la custodia de su padre, que vivía en Lodi, California, en ese momento. Mientras asistía a la escuela secundaria Lodi, Purdy se volvió alcohólico y drogadicto, y asistió a la escuela secundaria esporádicamente.
El 6 de septiembre de 1981, el padre de Purdy murió tras ser atropellado por un automóvil. Su familia presentó una demanda por homicidio culposo en el Tribunal Superior de San Joaquín contra el conductor del automóvil, solicitando US$ 600.000 por daños y perjuicios; la demanda fue posteriormente desestimada. Purdy acusó a su madre de tomar el dinero que su padre le había dejado, usándolo para comprar un automóvil y irse de vacaciones a la ciudad de Nueva York. Este incidente pareció profundizar la animosidad entre ellos. Después de la muerte de su padre, Purdy estuvo brevemente sin hogar, antes de ser puesto bajo la custodia de una madre adoptiva en Los Ángeles.
Las actividades delictivas de Purdy habían comenzado en 1977, cuando la policía de Sacramento confiscó pistolas de aire comprimido a Purdy, que entonces tenía 12 años. En junio de 1980, Purdy fue arrestado por primera vez a los 15 años por violar una orden judicial. Fue arrestado ese mismo mes por consumo de alcohol entre menores de edad. Purdy luego fue arrestado por prostitución en agosto de 1980, posesión de marihuana y tráfico de drogas en 1982, y en 1983 por posesión de un arma ilegal y recepción de propiedad robada. El 11 de octubre de 1984 fue detenido por ser cómplice de un robo a mano armada en una estación de servicio, por lo que pasó 32 días en la Cárcel del Condado de Yolo. En 1986, Kathleen llamó a la policía después de que Purdy destrozara su auto después de que ella se negara a darle dinero para narcóticos.
En abril de 1987, Purdy y su medio hermano Albert fueron arrestados por disparar una pistola semiautomática contra árboles en el Bosque Nacional Eldorado. En ese momento, llevaba un libro sobre el grupo supremacista blanco Naciones Arias. Le dijo al alguacil del condado que era su "deber ayudar a los reprimidos y derrocar al supresor". En prisión, intentó suicidarse dos veces, una ahorcándose con una cuerda hecha con tiras de su camisa y la segunda cortándose las muñecas con las uñas. Una evaluación psiquiátrica posterior encontró que tenía una discapacidad mental leve y que era un peligro para sí mismo y para los demás.
En el otoño de 1987, Purdy comenzó a asistir a clases de soldadura en San Joaquin Delta College; se quejó del alto porcentaje de estudiantes del sudeste asiático allí. En octubre de 1987, dejó California y vagó entre Oregón, Nevada, Texas, Florida, Connecticut, Carolina del Sur y Tennessee en busca de trabajo. A principios de 1988, trabajó en Numeri Tech, un pequeño taller mecánico ubicado en Stockton. De julio a octubre de 1988, trabajó como calderero en Portland, Oregón, viviendo en Sandy con su tía.
El 3 de agosto en Sandy, compró un AK-47 de fabricación china en Sandy Trading Post, que luego usó en el tiroteo. Finalmente regresó a Stockton y alquiló una habitación en el motel El Rancho el 26 de diciembre. Después del tiroteo, la policía encontró su habitación decorada con numerosos soldados de juguete. El 28 de diciembre, Purdy compró una pistola Taurus de 9 mm en la casa de empeño Hunter Loan en Stockton.
La policía declaró que Purdy tenía problemas de adicción al alcohol y las drogas. Habló abiertamente de odio hacia los inmigrantes asiáticos, creyendo que tomaron puestos de trabajo de los estadounidenses "nativos". Según los amigos de Purdy, quienes lo describieron como amigable y nunca violento con nadie, a veces tenía tendencias suicidas y estaba frustrado porque no pudo "hacerlo por su cuenta". Steve Sloan, supervisor del turno de noche en Numeri Tech, dijo: "Era una verdadera bola de frustración y estaba enojado por todo". Otro de los excompañeros de trabajo de Purdy declaró: "Siempre fue miserable. Nunca había visto a un tipo que no quisiera sonreír tanto como él". En un cuaderno encontrado en un hotel donde vivía a principios de 1988, Purdy escribió sobre sí mismo en los siguientes términos: "Soy tan tonto, soy más tonto que un niño de sexto grado. Mi madre y mi padre eran tontos".

## Reacción y secuelas
Los múltiples asesinatos en Stockton recibieron cobertura de noticias nacionales y provocaron llamados para la regulación de las armas semiautomáticas. "¿Por qué Purdy, un alcohólico que había sido arrestado por delitos como vender armas e intentar robar, pudo entrar a una tienda de armas en Sandy, Oregón, y salir con un AK-47 bajo el brazo?", preguntó la revista Time. El artículo continuaba: "La fácil disponibilidad de armas como esta, que no tienen otro propósito que matar seres humanos, puede convertir con demasiada facilidad las ilusiones de los pistoleros enfermos en trágicas pesadillas". Inmediatamente después del tiroteo, Michael Jackson hizo una breve visita a la escuela y se reunió con algunos de los niños afectados por el evento.
El 14 de septiembre de 1989 (cuatro meses después del tiroteo) en Louisville, Kentucky, Joseph Wesbacker (quien supuestamente se inspiró en Purdy) disparó en su antiguo lugar de trabajo con un AK-56 que Purdy también usó, matando a 8 personas e hiriendo a otras 12 antes de suicidarse. Cuando la policía allanó su casa, encontraron un número de la revista Time con un artículo sobre Purdy.
En California, se tomaron medidas para definir primero y luego prohibir las armas de asalto, lo que resultó en la Ley de Control de Armas de Asalto Roberti-Roos de 1989. A nivel federal, los legisladores del Congreso lucharon por encontrar una forma de prohibir armas como los rifles de estilo militar sin prohibir los rifles de tipo deportivo. En 1989, la ATF emitió una regla citando la falta de "propósito deportivo" para prohibir la importación de armas de asalto. En julio de 1989, la Administración Bush de GHW hizo permanente la prohibición de importación. La Prohibición Federal de Armas de Asalto se promulgó en 1994 y expiró en 2004. El presidente Bill Clinton firmó otra orden ejecutiva en 1994, que prohibió la importación de la mayoría de las armas de fuego y municiones de China continental.

## En la cultura
En la colección de cuentos Afterparties (2021) del escritor camboyano-estadounidense Anthony Veasna So, el tiroteo masivo es un elemento importante en la última historia del libro, "Diferencias generacionales".
"Livin In A World (They Didn't Make)" de Janet Jackson de su álbum Janet Jackson's Rhythm Nation 1814 (1989) se refería al tiroteo.

## Lectura adicional
- Five Children Killed As Gunman Attacks A California School, The New York Times (18 de enero de 1989)
- After Shooting, Horror but Few Answers, The New York Times (19 de enero de 1989)
- Effort to Ban Assault Rifles Gains Momentum, The New York Times (28 de enero de 1989)
- Ban on Assault Rifles Takes Effect in Los Angeles, The New York Times (3 de marzo de 1989)
- Stockton Journal; Where 5 Died, a Monk Gives Solace, The New York Times (11 de mayo de 1989)
- Title 18 USC Chapter 44 — PDF file
- Title 26 USC Chapter 53 — PDF file

- Datos: Q5132233
- Multimedia: Stockton schoolyard shooting / Q5132233